# Oberstrogn
Oberstrogn ist ein Ortsteil der Gemeinde Bockhorn im Landkreis Erding in Oberbayern. 

## Geografie
Der Ort liegt zwei Kilometer nordwestlich von Bockhorn entfernt.
Die Strogen durchfließt den Ort.

## Verkehr
Durch den Ort führt die Bundesstraße 388.